# 楊廉臣

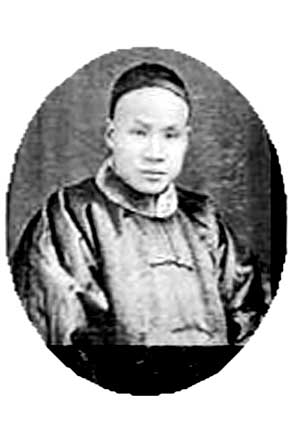

杨廉臣（？—？），福建福州人，中国近代船舶工程师。

## 生平
1867年12月，杨廉臣考入福州船政学堂艺圃绘事院充当半工半读的学徒，研习船舶图纸绘制，半年后，他被选拔到福州船政学堂前学堂第一期读书，学习造船。虽然他比同班同学晚入学一年多，但是极其勤奋，学习非常刻苦，并于1873年以全班第7名的优异成绩毕业。1877年，他同样以第7名的成绩被福州船政学堂选派公费到欧洲留学。他先在法国多朗官厂（校）学习船机制造，后又转入英国、比利时各厂校学习炮械制造等其他相关军工学科。
1880年，杨廉臣学成归国，任福州船政工程处制机总司（总工程师）。他和同样留学回国的魏瀚、陈兆翱、鄭清濂等人将欧洲最新的造船理念带回到中国，注意提高船舶的航速。1882年，他们一起主持建造了中国首艘国产铁胁双重木壳撞击巡洋舰“开济”号。杨廉臣还参与建造了中国首艘国产全钢甲巡洋舰“平远”号（19世纪中国造船工业的巅峰之作）、首艘国产高速驱逐舰“建威”号以及“建安”号等船舰。1907年他升任福州船政提调。由于船政大臣为闽浙总督松寿兼任，而松寿极少过问船政事务，故杨廉臣实际负责福州船政各项事务。
武昌起义爆发后，杨廉臣支援福州革命党许崇智（新军协统，杨廉臣的学生）、孙道仁（新军统制）、陈恩涛（闽江要塞司令官）等人的起义，光复福州。中华民国成立后，福州船政被拨归福建省政府管辖，改称福州船政局，不久又被北洋政府海军总长刘冠雄收归海军部。杨廉臣则以年老未被起用。此后其生平不详。